# 大涌谷

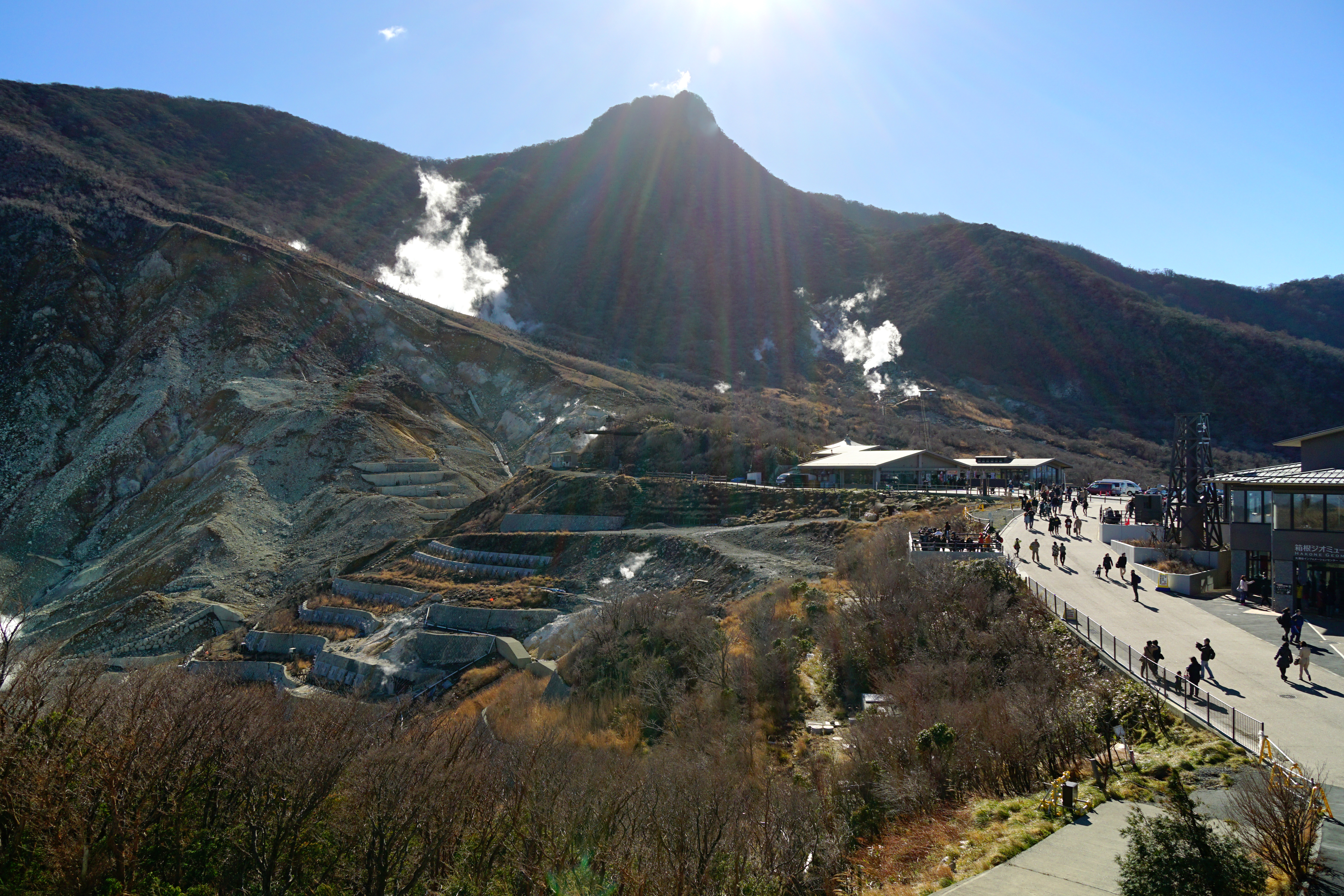
大涌谷和冠岳 (神奈川縣)

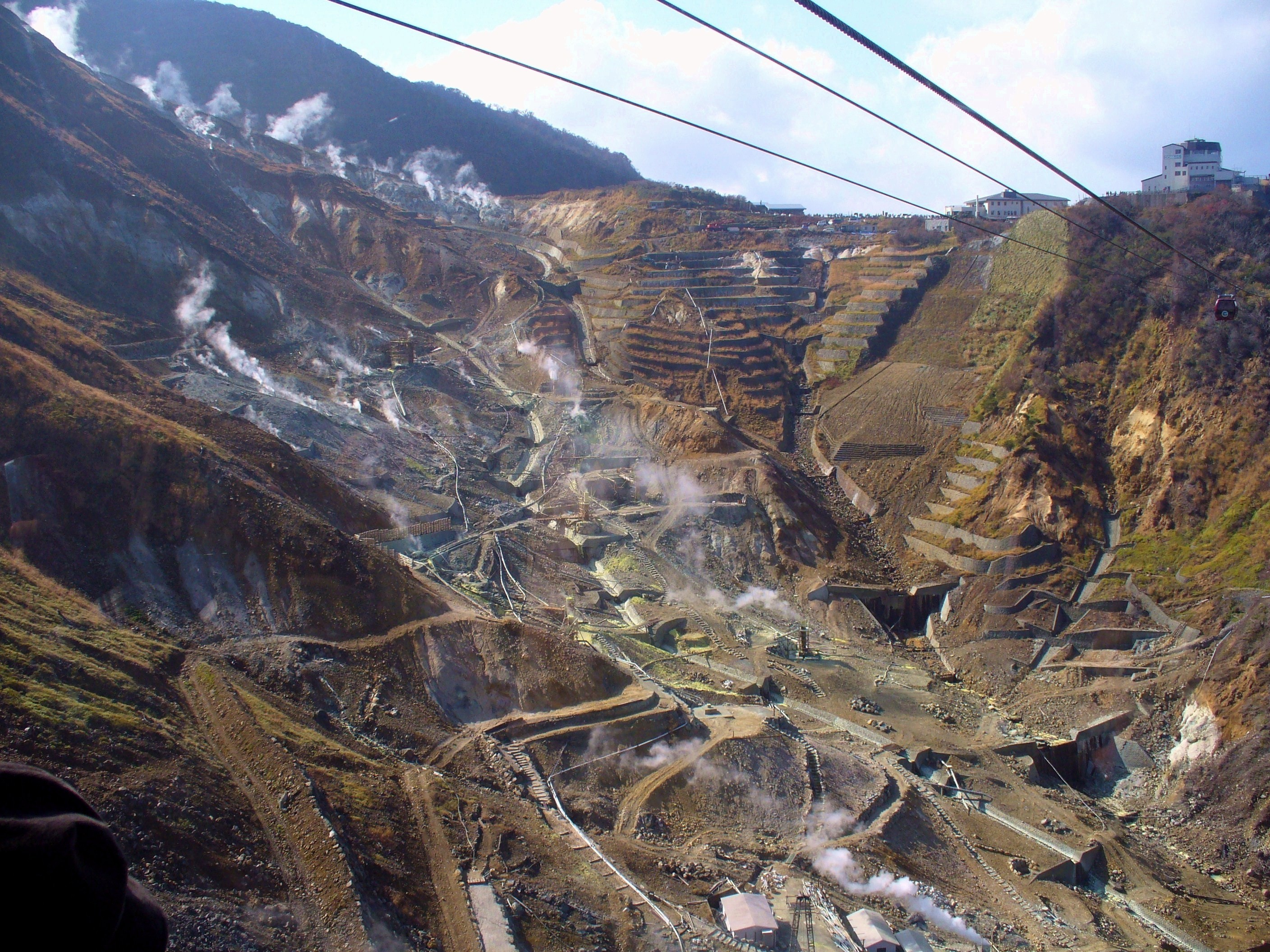
自箱根空中纜車望大涌谷

大涌谷（日语：／ Ōwakudani */?）是位於日本神奈川縣的一個由箱根火山的火山性滑坡形成的地形。大涌谷位於箱根火山中央火口丘冠岳的標高800米至1000米的北側斜面，是噴氣頻發的地熱地帶，其規模在箱根最大。

## 火山活動史

### 形成過程
約3100年前，箱根火山因潛水蒸氣噴發發生山崩，堆積物因此累積。約2900年前，這裡發生小規模火山碎屑流，冠岳因此形成，並堆積更多火山碎屑物。這些火山碎屑物和堆積物之間即為大涌谷。大涌谷至強羅附近的地下有因噴發而形成的漏斗形破火山口，有多個直徑約3公里的陷沒構造，被稱為強羅潛在破火山口構造。

### 20世紀之前的火山活動
大涌谷在12世紀至13世紀經歷過3次火碎物降下。1948年時，大涌谷發生滑坡。

### 2000年以後
大涌谷在2001年7月發生蒸汽井井噴，大涌谷北側和湯之花澤發生新的噴氣。2011年3月至4月的日本東北地方太平洋近海地震之後，箱根地區一度地震增加。

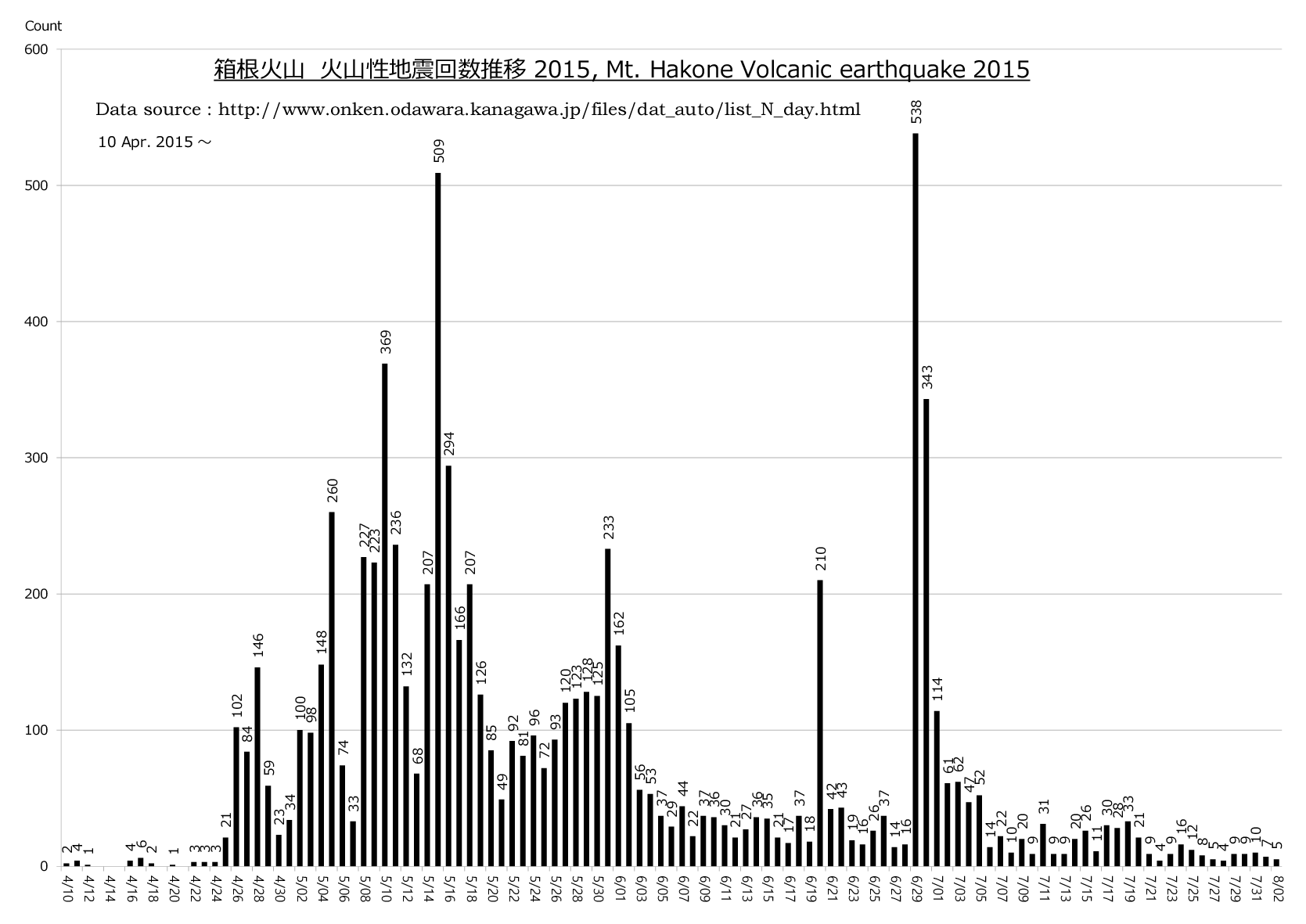
火山性地震次數的變化 (2015年)

2015年4月底開始，以箱根火山為震源的火山性地震增加。5月3日，大涌谷的蒸汽井時隔14年發生井噴。翌日箱根町關閉了附近公路。5月6日，氣象廳將箱根山的噴發警戒等級由1級提高至2級。6月29日，大涌谷北側觀測到了由潛水蒸氣噴發而產生的新的火山口。翌日噴發警戒提升至3級。8月下旬開始，地震活動轉趨沉寂，地殼活動亦因此停滯。9月11日，噴發警戒等級下調為二級。11月20日，噴發警戒等級降至1級。
2019年5月19日，氣象廳再次將噴發警戒等級升至2級。同年10月7日，噴發警戒等級恢復為1級。

## 觀光
大涌谷在江戶時代名為「地獄谷」或「大地獄」。1873年8月5日明治天皇及皇后訪問的前夕，這裡更名為大涌谷。1983年箱根空中纜車開通之後，遊客到訪大涌谷的難度大幅降低。利用當地地熱煮熟的黑色雞蛋是大涌谷當地的名產。2014年4月17日，位於大涌谷的箱根地質博物館開業。箱根山的神山北側則有大涌谷園地，內有長约600米的「大涌谷自然研究路」。

## 噴氣地带

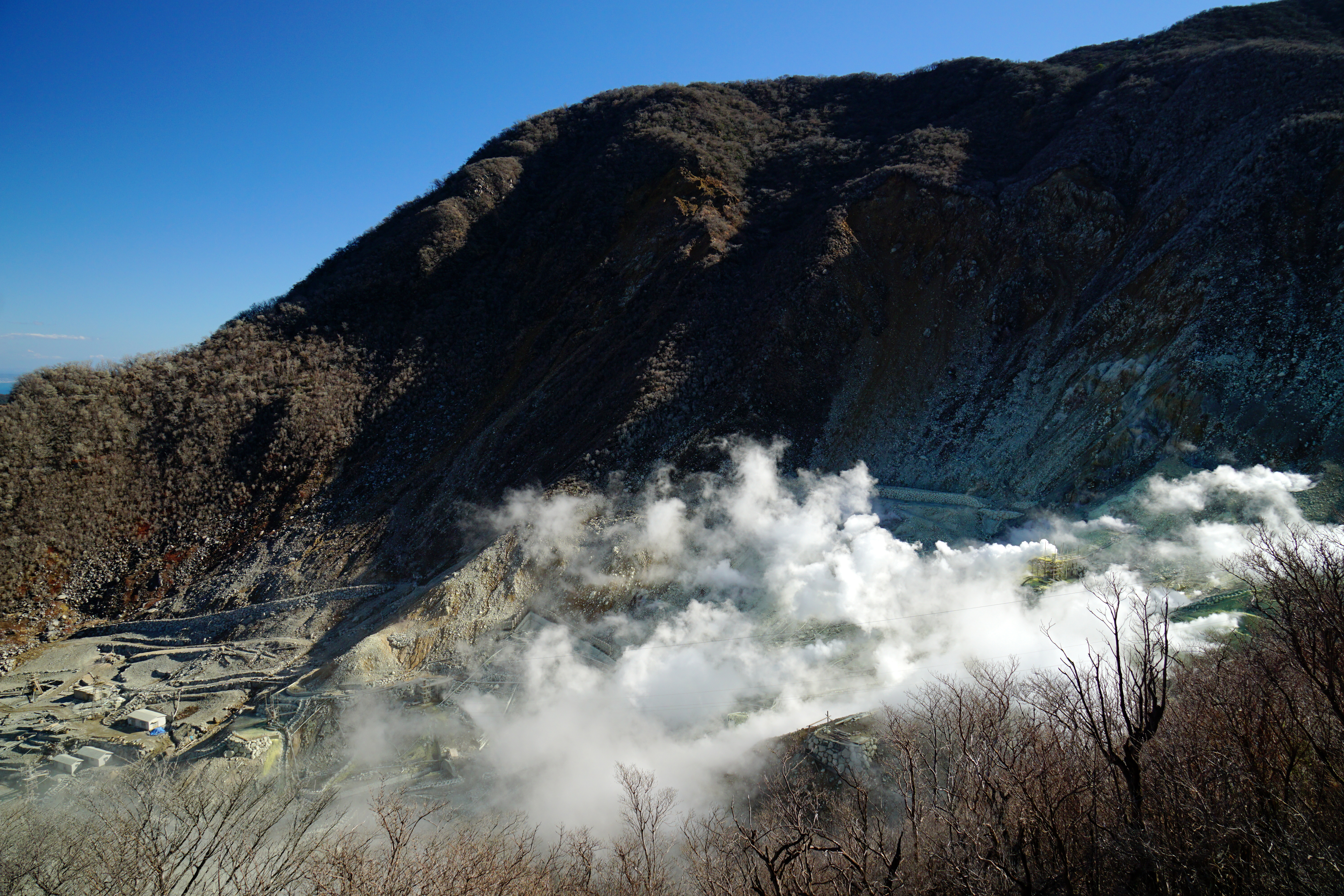
噴氣地帯

大涌谷的放出熱量佔箱根火山全體的26.3%。據1960年代的調查，大涌谷的噴氣的噴出溫度約有95攝氏度至143攝氏度，成分中98%是水，此外包括硫化氫、二氧化碳等多種其它物質。2013年時，箱根火山發生群發地震，導致新的噴氣口產生，且噴出氣體的成分亦有變化。

### 溫泉
箱根溫泉供給株式會社成立於1930年，利用大涌谷的噴氣加熱溫泉。該公司向當時未有泉源的仙石原、強羅等地的旅館提供溫泉。

## 外部連結
- 箱根山 有史以降の火山活動 （页面存档备份，存于） - 氣象廳
- 箱根町火山防災マップ （页面存档备份，存于） - 箱根町
- 箱根火山大涌谷テフラ群 : 最新マグマ噴火後の水蒸気爆発堆積物 - 日本火山学会 火山 51(4), 245-256, 2006-08-31, NAID 110004798426, doi:10.18940/kazan.51.4_245
- 大涌谷くろたまご館 （页面存档备份，存于） - 奧箱根觀光株式會社

35°14′30.7″N 139°1′14.9″E / 35.241861°N 139.020806°E